# Aeroportul Naha (Indonezia)
Aeroportul Naha (Indonezia) (IATA: NAH, ICAO: WAMH) este un aeroport din Sulawesi Utara⁠(d), Indonezia.
Situat la o altitudine de 4 m, aeroportul dispune de o singură pistă.